# Charlie Whiting
Charlie Whiting (1952. augusztus 12. – Melbourne, 2019. március 14.) brit sportbíró, a Nemzetközi Automobil Szövetség Formula–1-es versenyigazgatója, a sportág műszaki osztályának állandó vezetője.

## A motorsportban
Whiting raliautókkal foglalkozott pályája elején. 1977-ben került a Formula–1-be, először mint a Hesketh Racing szerelője. A csapat csődje után a Bernie Ecclestone által irányított Brabhamhez került, ahol a brazil Nelson Piquet 1981-es és 1983-as világbajnoki címéből főmérnökként vette ki a részét.
1988-ban került a Nemzetközi Automobil Szövetség alkalmazásába, majd 1997-től lett a nagydíjak állandó versenyigazgatója. Feladatai közé tartozott a futamok biztonságának felügyelete, az ezért felelős bizottságot, valamint a sportág technikai bizottságát is ő irányította.

### A 2005-ös indianapolisi amerikai nagydíj
A Formula–1 újkori történetének egyik legnagyobb botrányának is részese volt, miután a 2005-ös amerikai nagydíj előtt sikertelen tárgyalásokat folytatott a Michelin gumiszállítóval, aminek következménye bojkott lett, a futamon mindössze hat autó, a Bridgestone abroncsait használók álltak rajthoz.

### Szerepe a sportág biztonsági fejlődésében
Whitingnak nagy szerepe volt abban, hogy a sportágban bevezették az úgynevezett halót (magyar szóhasználatban gyakran glória), ami a versenyzők fejének védelmét szolgálja egy-egy balesetet követően. Ezen felül része volt több biztonsági intézkedés létrejöttéért is, így a pilótafülke oldalának megemelése, és a HANS, a versenyzők nyakát védő segédeszköz bevezetéséért.

## Halála
2019. március 14-én hajnalban hunyt el tüdőembólia következtében a 2019-es Formula–1 világbajnokság kezdete előtt egy nappal, Melbourne-ben, 66 éves korában.